# 圖書館的大魔法師
《圖書館的大魔法師》是泉光所創作的日本漫畫，開始連載於講談社《good! Afternoon》2017年第12號。作品標示原著為蘇菲·修伊姆著、濱田泰斗翻譯的《風之卡胡納》。

## 角色列表
席歐·弗密斯
本作主角。休倫族和霍比族混血。故事開始時為6歲。出身自鄉下地方的阿蒙村，家境貧窮，跟姊姊相依為命。雖然喜歡到圖書館看書，但因他的混血身份而被禁止進入圖書館；亦受到村內居民歧視。遇見到訪阿蒙村的賽德娜後，決意成為司書，並為此努力學習知識和鍛練體能。額頭傷痕可治療傷口。水屬性靈力。金剛仙水能力可通過讓水靈力發揮得到肉體強化。

### 第86期見習司書
米霍娜·科沃浩
經常受書中角色影響。第6話初次登場時13歲。
佩佩里科·普拉達提
可可帕族。第8話初次登場。
斯默默·卡維西馬夫
海達族。喜歡歷史書。家裡兄弟姐妹共8人。
亞魯夫·崔拉克
第7話初次登場時13歲。
阿雅·群青
拉科塔族。司書考試首席。喜歡圖鑑。重度路痴。想進接待室。第9話初次登場。
卡娜·米德麗
拉科塔族。阿雅的青梅竹馬。不太需要睡眠，可以5天不睡。第9話初次登場。
由紀·茶琅
拉科塔族。睜著眼睛睡覺。
蘇菲·修伊姆（ソフィ・シュイム）
33歳的見習司書。第17話初次登場。
托托爾·西烏
小矮子。沒上過私塾在11歲時就合格的天才。
瑪德哈·卡姆南
第16話初次登場。
梅蒂娜·哈哈魯克
因父親捐款而通過司書考試。第16話初次登場。
沙耶·芙密絲
第17話初次登場。
特蓓爾·弗拉坎
第17話初次登場。
卡維蒂·赫沙納科
財閥赫沙納科家的三女，擅長算數的合理主義者。想進財務室。第17話初次登場。
雅克·慕斯芙
第17話初次登場。
梅特·娜娜烏
第4次司書考試才考上。第18話初次登場時19歲。
查柯·納米爾
第3次司書考試才考上。第18話初次登場時20歲。
珊·靜·宋
卡德族。對魔術十分感興趣。雷屬性靈力。第9話初次登場。
黛娜薩斯·迪·歐歌
克里克族，庫里林和休倫的混血。第9話初次登場。
娜迪嘉·庫班
光額頭。想進總務室。第11話初次登場。
琪菈哈·莰穆楠
第21話初次登場。
辛西婭·羅·丁
卡德族。第二代圖書館總代候補。第23話初次登場時12歲。
希特菈·庫艾弗

### 中央圖書館

#### 財務部（室）
賢茲·希羅
見習時期的成績有壓倒性的優勢第25話初次登場。

#### 法務部（室）
卡茲·布拉克
第16話初次登場。

#### 修復部（室）
娜娜可·瓦特爾
第2話初次登場時17歲。
皮皮利·皮爾貝利
柯克帕族。第2話初次登場時22歲。

#### 司書部（室）
團結眾人的比瓦·札伏巴科夫
司書室室長。第25話初次登場。
伊修特亞·塞洛斯
班主任。第18話初次登場。

#### 涉外部（室）
安姿·卡比茲馬富
斯默默·卡比茲馬富的母親。第2話初次登場時33歲，當時斯默默·卡比茲馬富6歲。有8個孩子。
阿爾巴·坎赫爾
第16話初次登場。

#### 守護部（室）
賽德娜·布魯
圖書館十二賢者，制壓者。守護室室長。將對自己人生影響最大的一本書借給了席歐，並着他有緣再見時再還給她。第1話初次登場時為17歲。
哈薩克·格卡比茲
守護室一隊隊長。第14話初次登場。
麥維雅·特特歐
第16話初次登場。

#### 其他
科馬柯·卡烏莉凱
中央圖書館總代表。煉丹術師（土靈力登峰造極的魔術師）。賽德娜的師傅。第13話初次登場。
撲撲特·拉普塔貝斯
可歌帕族。副班主任。第18話初次登場。
艾柯·赫拉米斯
副班主任。第18話初次登場。
巴斯塔斯·塔·凱薩
克里克族。副班主任。第18話初次登場。
玲·亞娜·江丹
卡德族。副班主任。第18話初次登場。
琪賽·雷德武
拉柯塔族。副班主任。第18話初次登場。
彌紗琪·威爾特
守護室室長輔佐。第20話初次登場。
真志·維爾特
守護室室長輔佐。第20話初次登場。
珀珀珀
山谷精靈。

### 其他
奧斯·梅內
阿繆圖書館長，第1話初次登場。
沙祺雅·梅內斯
阿繆圖書館長的女兒，主角的青梅竹馬。第2話初次登場。
庫克奧
一角獸。主角的好朋友。第3話初次登場。
芙密絲
主角的姊姊。
維拉
白皮個體。第7話初次登場。
迦南·齊亞希特
迦南石工業的老闆，護送主角參加司書考試。

## 漫畫連載
2014年，泉光曾於集英社《Jump Square》連載名為《圖書館的見習司書》（日语：圕の見習い司書）的單篇漫畫。

## 出版書籍
| 卷數 | 講談社        | 講談社                 | 四季出版      | 四季出版               |
| 卷數 | 發售日期      | ISBN                   | 發售日期      | ISBN                   |
| ---- | ------------- | ---------------------- | ------------- | ---------------------- |
| 1    | 2018年4月6日  | ISBN 978-4-06-511243-4 | 2020年4月15日 | ISBN 978-957-86-6133-2 |
| 2    | 2018年11月7日 | ISBN 978-4-06-513566-2 | 2022年5月26日 | ISBN 978-957-86-6143-1 |
| 3    | 2019年8月7日  | ISBN 978-4-06-516736-6 | 2025年1月20日 | ISBN 978-957-86-6158-5 |
| 4    | 2020年6月5日  | ISBN 978-4-06-519471-3 | 2025年6月30日 | ISBN 978-957-86-6163-9 |
| 5    | 2021年6月7日  | ISBN 978-4-06-523523-2 |               |                        |
| 6    | 2022年6月7日  | ISBN 978-4-06-523523-2 |               |                        |
| 7    | 2023年6月7日  | ISBN 978-4-06-531799-0 |               |                        |
| 8    | 2024年6月6日  | ISBN 978-4-06-535756-9 |               |                        |
| 9    | 2025年6月6日  | ISBN 978-4-06-539701-5 |               |                        |

## 迴響
《圖書館的大魔法師》獲得全國書店店員推薦漫畫2019的第12名，在2021年獲得出版社漫畫負責人推薦漫畫的第9名。

## 外部連結
- 漫畫官方網站（日語）